# Lopar
Lopar (olaszul Loparo) település a horvátországi Rab szigeten. A sziget fővárosától 13 km-re északra, a sziget északi felében található. A település önállóan alkot egy községet is.

## Fekvése
Lopar a sziget legelszigeteltebb települése. Ezt ellensúlyozza a kiváló környezete, a 22 homokos strandja, a kellemes klímát biztosító fenyőerdők – ezek tették a gyermekes turisták kedvelt célpontjává. Legnagyobb és legismertebb strandja az 1,5 km hosszú (és nagyon sekély – akár 500 m-re is „begyalogolhatunk” úszás nélkül) Paradicsom-strand (Rajska plaža), mely mellett egy kiterjedt idegenforgalmi komplexum (Turistično naselje San Marino) található, szállodákkal, kempinggel, sportolási lehetőséggel.
A sziget északi része számos elzárt, szintén homokos partú öblöt rejt, mely kedvenc célpontja a hajós turistáknak. Az egyik ilyen öböl mentén naturista strand (Sahara, Ciganka, Stolac) is található.
A terület éves átlaghőmérséklete 14,9 °C, az éves csapadékmennyiség pedig 1108,8 mm.

## Közigazgatás
2006-ig a rabi község része volt, ekkor azonban különvált, és egyedüli településként megalakították a lopari községet.
Közigazgatásilag hozzá tartozik a tőle északabbra fekvő két nagyobb sziget, Sveti Grgur és Goli otok is.

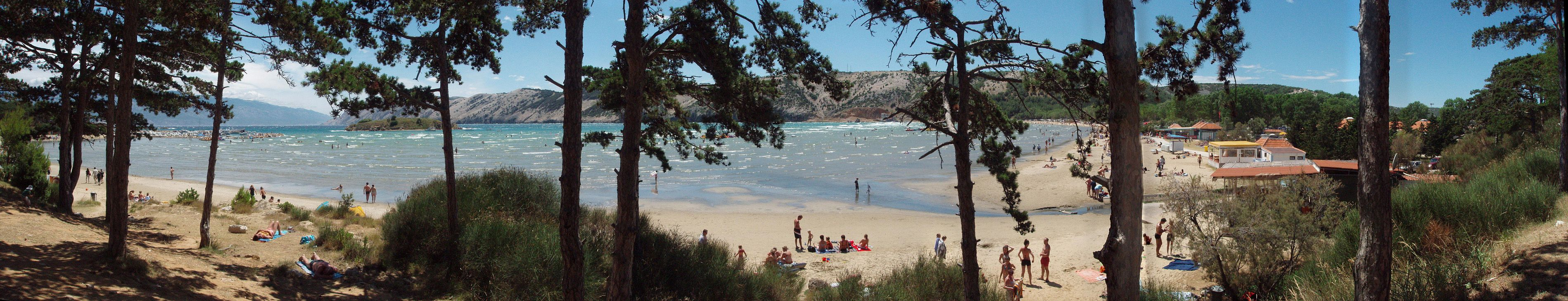
A Paradicsom-strand panorámaképe

## Története
Lopar területén már a neolitikum óta állandó település volt. I. e. 400 körül görögök erődítményt építettek ide, a Zidine-félsziget (Rt Zidine) közelében.
Loparból származik a i. sz. 4. században itt született Szent Marin kőfaragó, az Olaszországban található San Marino egyik megalapítója is.

## Gazdaság
Lopar gazdasága elsősorban a turizmuson és a mezőgazdaságon alapul. A turizmus és a hozzá kapcsolódó kézműipar annyira sikeres, hogy a helyi lakosság elvándorlása megszűnt.

## Közlekedés
Nyaranta Loparból indul napi több alkalommal a Krk szigeti Valbiskába közlekedő komp.

## Látnivalók
A település egyik látnivalója a központban található Keresztelő Szent János templom, ahol misék mellett koncerteket is rendeznek; a másik a kompkikötő feletti domboldalon, a fenyőerdőben található Szűz Mária templom. Szeptember 8-án a templom környékén rendezik a sziget legnagyobb ünnepségét Mária születésnapjának alkalmából.

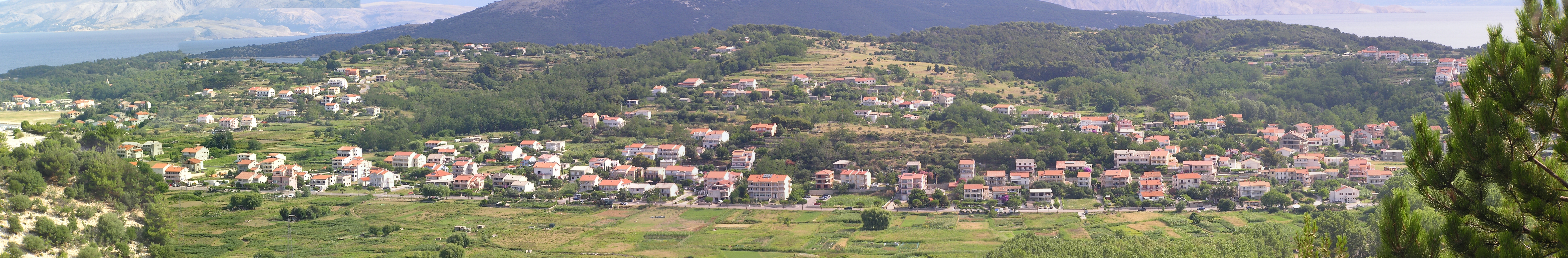
Lopar látképe a hegyek felől

## Külső hivatkozások
- Turisztikai információk Archiválva 2011. november 16-i dátummal a Wayback Machine-ben
- Turisztikai információk Loparról
- Rövid információ Loparról képekkel
- rab360 virtual tour Lopar

1. ↑  Popis stanovništva, kućanstava i stanova 2021. – stanovništvo prema starosti i spolu po naseljima. 2021 Croatian census: population data by age, sex, settlement . Horvát Statisztikai Hivatal, 2022. szeptember 22.